# Prix Archon-Despérouses
Le prix Archon-Despérouses est un ancien prix de poésie annuel de l'Académie française, créé en 1834.
Le prix est attribué à des œuvres de poètes par la fondation Archon-Despérouses, une fondation de l'Académie française.
En 1969, les prix attribués par plusieurs fondations de l'Académie française ont été regroupés pour former le prix Théophile-Gautier. Les autres fondations sont les fondations et prix Artigue, Jean-Marc Bernard, Jules Davaine, Caroline Jouffroy-Renault, Alfred de Pontécoulant, Amélie Mesureur de Wailly et Juliette de Wils.

## Liste des lauréats

### De 1877 à 1924

#### Années 1870
- 1877 : Adolphe Régnier : Grands écrivains de la France : 4 000 F
- 1878 : 
  - Charles Marty-Laveaux : La Pléiade françoise : 2 500 F
  - Arsène Darmesteter : Mémoires sur les noms composés et sur le néologisme : 1 500 F
- 1879 : 
  - Achille Luchaire : Études sur les idiomes pyrénéens : 1 000 F
  - Eugène de Chambure : Glossaire du Morvan : 1 000 F
  - Camille Chabaneau : Histoire et théorie de la conjugaison française : 2 000 F

#### Années 1880
- 1880 : 
  - René de Lespinasse et François Bonnardot[1] : Le livre des métiers d'Étienne Boileau (XIIIe siècle) [2]: 1 000 F
  - Alexis Chassang : Remarques sur la langue française, par Vaugelas : 2 000 F
- 1881 : 
  - Ludovic Lalanne : Lexique des œuvres de Brantôme : 2 500 F
  - Félix Frank : L’Heptaméron de la reine de Navarre : 1 000 F
  - Ferdinand de Gramont : Les vers français et leur prosodie : 500 F
- 1882 : 
  - Société des anciens textes français : Publication d'ouvrages de littérature et d'histoire : 2 000 F
  - Lucien Perey : Édition nouvelle de la correspondance de l'abbé F. Galiani : 1 000 F
  - Gaston Maugras : Édition nouvelle de la correspondance de l’abbé F. Galiani : 1 000 F
  - Eugène Asse : Collection des lettres des XVIIe et XVIIIe siècles : 1 000 F
- 1883 : 
  - Charles Livet : Éditions classiques de l’Avare, du Misanthrope et du Tartuffe : 1 000 F
  - Augustin Gazier : Choix de sermons de Bossuet (1653-1691) : 1 000 F
  - Georges Bengesco : Voltaire : 2 000 F
- 1884 : 
  - Auguste Vitu : Le jargon du XVe siècle : 1 000 F
  - Philippe Tamizey de Larroque : Lettres de Jean Chapelain : 1 000 F
  - Émile Raunié : Chansonnier historique du XVIIIe siècle, dit Chansonnier Maurepas : 1 000 F
  - Adolphe Hatzfeld : Le XVIe siècle en France : 1 000 F
  - Arsène Darmesteter : Le XVIe siècle en France : 1 000 F
- 1885 : 
  - Léopold Constans : Chrestomathie de l’ancien français (IXe – XVe siècles) : 1 000 F
  - Léon Clédat : La grammaire élémentaire de la vieille langue française : 1 000 F
- 1886 : 
  - Anton-Gerard van Hamel : Li romans de Carité et Miserere du renclus de Moiliens : 1 500 F
  - Paul Ristelhuber : Deux dialogues du nouveau langage françois italianizé, d'Henry Estienne : 1 000 F
  - Henri Nadault de Buffon  : Correspondance de Buffon (1729-1788) : 1 500 F
- 1887 : 
  - Jean Fleury : Littérature orale de la Basse-Normandie : 750 F
  - Emmanuel Cosquin : Contes populaires de la Lorraine : 1 500 F
  - Ferdinand Brunot : Grammaire historique de la langue française : 1 200 F
  - Jean-François Bladé : Contes populaires de la Gascogne : 750 F
- 1888 : 
  - Frédéric Plessis : La lampe d’argile : 1 500 F
  - Émile Peyrefort : La Vision : 1 000 F
  - Raymond de Borrelli : Rana : 1 500 F
- 1889 : 
  - Hélène Vacaresco : Chants d’aurore : 1 000 F
  - Jean Lahor : L’Illusion : 1 500 F
  - Léon Dierx : Poésies complètes : 1 500 F

#### Années 1890
- 1890 : 
  - Gabriel Vicaire : Émaux Bressans. Miracle de Saint-Nicolas. Marie-Madeleine : 1 500 F
  - Achille Paysant : En famille : mention très honorable
  - Jeanne Loiseau : Rêves et visions : 1 000 F
  - Rosemonde Gérard : Les Pipeaux : 500 F
  - Jean Bertheroy : Femmes antiques : 1 000 F
- 1891 : 
  - Eugène Le Mouël : Enfants bretons : 1 500 F
  - André de Guerne : Les siècles morts : l’Orient antique : 2 500 F
- 1893 : 
  - Amélie Mesureur : Rimes roses : 500 F
  - André Lemoyne : Fleurs du soir : 2 000 F
  - Anatole Le Braz : La chanson de la Bretagne : 500 F
  - José-Maria de Heredia : Les Trophées : 6 000 F
  - Charles Grandmougin : Le Christ : 1 000 F
  - Robert de Bonnières : Contes à la reine : 1 000 F
  - Gaston Armelin : La gloire des vaincus : mention honorable
  - François-Étienne Adam : Les heures calmes : 1 000 F
- 1894 : 
  - Pierre de Nolhac : Paysages de France et d’Italie : 1 500 F
  - Eugène Le Mouël : Fleur de blé noir : missel d’amour : 1 000 F
  - Auguste Dorchain : Vers la lumière : 1 500 F
- 1895 : François Fabié : La bonne terre. Voix rustiques : 3 000 F
- 1896 : Charles de Pomairols : Regards intimes : 3 000 F
- 1897 : 
  - Fernand Gregh : La maison de l’enfance : 2 000 F
  - Maxime Formont : Le triomphe de la rose : 500 F
  - Frédéric Le Guyader : L’ère bretonne : 500 F
  - Georges Druilhet : Au temps des lilas : 500 F
  - Léonce de Joncières : L’âme du sphinx : 500 F
- 1898 : 
  - Gabriel Vicaire : Le clos des fées : 1 500 F
  - Albert Samain : Au jardin de l’Infante : 1 500 F
  - Valère Gille : La Cithare : 500 F
- 1899 : 
  - Jean Vaudon : Pluie et soleil : 500 F
  - Edmond Haraucourt : Les âges, l’espoir du monde : 3 000 F
  - Raymond Février : Au pays cévenol : 500 F
  - Philippe Dufour : Poèmes légendaires : 1 000 F

#### Années 1900
- 1900 : 
  - André Rivoire : Le songe de l’amour : 1 500 F
  - Maurice Olivaint : Fleurs de corail : 500 F
  - Sébastien-Charles Leconte : Le bouclier d’Arès. L’esprit qui passe. Les bijoux de Marguerite : 500 F
  - Clovis Hugues : Jeanne d’Arc : 1 500 F
  - Iwan Gilkin : Prométhée. Le cerisier fleuri : 500 F
- 1901 : 
  - Gustave Zidler : Le livre de la douce vie : 500 F
  - Albert Mérat : Vers le soir. Triolets des Parisiennes de Paris : 2 000 F
  - Michel Jouffret : Poèmes idéalistes : 500 F
  - Lucien Degron : Beauté du Christianisme : mention honorable
- 1902 : 
  - Charles Guérin : Le semeur de cendres : 2 000 F
  - Léonce Depont : Pèlerinage : 1 000 F
  - Anna de Noailles : Le cœur innombrable : 1 000 F
- 1903 : 
  - Jean Renouard : Provence : 800 F
  - Edward Montier : L’automne des lys : mention
  - Louis Mercier : Voix de la terre et du temps : 1 000 F
  - Marguerite Comert : Le cœur nostalgique : 800 F
- 1904 : 
  - Arsène Vermenouze : Mon Auvergne : 1 000 F
  - Véga née Marguerite Alice de Wegmann : mention honorable  :
  - Paul Souchon : mention honorable  :
  - Henri Malteste : L’encens perdu : 500 F
  - Léo Larguier : La maison du poète : 500 F
  - Ernest Jaubert : mention honorable  :
  - William Chapman : Les Aspirations : 500 F
- 1905 : 
  - André Rivoire : Le Chemin et l’Oubli : 1 000 F
  - Gabriel Nigond : L’ombre des pins : 500 F
  - Nicolette Hennique : Des héros et des dieux : mention honorable
  - Fernand Gregh : Les clartés humaines : 1 000 F
  - Léon-Adolphe Gauthier-Ferrières : La belle matinée : 500 F
  - Pierre Fons : L’heure amoureuse et funéraire : Mention honorable
  - Marie Dauguet : Par l’amour : 500 F
  - Gabriel Clouzet : Le livre de la piété : 500 F
  - Georges Boutelleau : Le banc de pierre : 500 F
- 1906 : 
  - Louis Théron de Montaugé : La terre qui chante : mention honorable
  - Amédée Prouvost : Sonates au clair de lune : 500 F
  - Auguste Dupouy : Partances : 1 000 F
  - Georges Druilhet : Les haltes sereines : 500 F
  - Émile Despax : La maison des glycines : 500 F
  - Jean de La Jaline : Le livre de Loula : mention honorable
  - Marie-Béatrice de Baye : L’âme brûlante : mention honorable
  - Joseph Bosc : Des printemps aux automnes : mention honorable
- 1907 : 
  - Hélène Picard : L’Instant éternel : 1 500 F
  - Louis Duplain : Autour du clocher : mention
  - Charles Derennes : La Tempête : 500 F
  - Sylvain Déglantine : La Lyre malgache : mention
  - Sylvain de Saulnay : Ombres colorées : 500 F
  - Eugène de Ribier : Revue des poètes : mention
  - Berthe de Puybusque : L’angélus sur les champs : mention
  - Pierre Courtois : Autour du seuil : 500 F
  - Édouard Beaufils : Italiam... Italiam : 500 F
- 1908 : 
  - Joseph-Émile Poirier : Le chemin de la mer : 1 000 F
  - Jane Perdriel-Vaissière : Celles qui attendent : 500 F
  - Fernand Gregh : Jeunesse : 500 F
  - Pierre de Bouchaud : Les lauriers de l’Olympe : 500 F
- 1909 : 
  - Jeanne Nabert-Neis : Silences brisés : 800 F
  - Abel Bonnard : Les Royautés : 1 500 F
  - Jean Balde : Âmes d’artistes : 800 F

#### Années 1910
- 1910 : 
  - Robert Vallery-Radot : L’eau du puits : 500 F
  - Hélène Seguin : Le réseau fragile : 1 000 F
  - Jacques Chenevière : Les beaux jours : 500 F
  - William Chapman : Les rayons du Nord : 500 F
- 1911 : 
  - Albert Giraud : La guirlande des dieux : 1 000 F
  - Michel Charles-Bernard : L’Armada vaincue : 500 F
  - Léon Bocquet : Les branches lourdes : 500 F
  - Émilie Arnal : La maison de granit : 500 F
- 1912 : 
  - Jacques Mélon : L'ami désabusé : 400 F
  - Eugène de Fauque de Jonquières : Poésies d’un marin : 400 F
  - Antonine Coullet : L’Envolée : 700 F
  - Alice Clerc : Dans le jardin de notre amour : 400 F
  - Francis Bœuf : Sur le vieux clavier : 300 F
  - Gabrielle Basset d'Auriac : Le sablier d’or : 300 F
- 1913 : 
  - Edmond Gojon : La Grenade : 500 F
  - Renée de Brimont : Tablettes de cire : 500 F
  - Théodore Botrel : Les Alouettes : 500 F
  - René d'Avril : L’arbre des fées : 500 F
  - Henri Allorge : La splendeur douloureuse : 500 F
- 1914 : 
  - Hippolyte Sivan : Les chants du cœur : 300 F
  - Henry Muchart : Les fleurs de l’arbre de science : 600 F
  - Fernand Mazade : Dionysos et les nymphes : 400 F
  - André Derzac : Le vent du soir : 400 F
  - Mathilde Delaporte : En demi-teintes : 300 F
  - Comtesse de Magallon : La chanson des soirs : 300 F
  - Mme de Chaubermont : Poésies : 300 F
- 1915 : 
  - André Lafon : 500 F  :
  - Léon-Adolphe Gauthier-Ferrières : 500 F  :
  - Paul Feuillâtre : Écho et Narcisse. Le Jeu de l’Amour et du désespoir : 500 F
  - Paul Drouot : La Chanson d’Eliacin. La Grappe de raisin : 500 F
  - Marcel Droüet : Quelques feuillets du livre juvénile. L'ombre qui tourne : 500 F
  - Émile Despax : Maguelone : 500 F
  - Raymond Cottineau : La première chanson : 500 F
- 1916 : 
  - Aimé Puech : 300 F
  - Louis Ménagé : Pieusement pour la patrie (1912-1914) : 500 F
  - Léo Larguier : 500 F  :
  - Gabriel Imbert : 300 F  :
  - Marcel Blanchard : 500 F  :
- 1917 : 
  - Marcel Toussaint-Collignon : Les Taciturnes : 500 F
  - Gaston Luce : Ma Touraine : 500 F
  - Stéphen Liégeard : Rimes vengeresses : 500 F
  - François Bousgarbiès : Les Clairons et les Glas : 500 F
  - Jean Balde : Mausolées, heures de guerre : 500 F
- 1918 : 
  - Jean-Michel Renaitour : La Muse et les Ailes : mention
  - Albert Granier : Les Coqs et les Vautours : mention
  - Louis Geandreau : Le ciel dans l’eau : 500 F
  - Marcel Fromenteau : Les sonnets de la guerre 1914-1916 : 500 F
  - André Dumas : L’éternelle présence : 1 000 F
  - Éléonor Daubrée : À tous nos morts sublimes : 500 F
  - Jacques Chenu : La couronne héroïque : mention
- 1919 : 
  - Gustave Rouger : Les sept marches du temple : 1 500 F
  - Gustave Rivet : L’Épopée : 500 F
  - Paul Ferrier : Quinzaines de guerre : 500 F

#### Années 1920
- 1920 : 
  - Henri Pourrat : Les Montagnards : 1 000 F
  - Joseph Delteil : Le cœur grec : 500 F
  - François Dellevaux : La maison des époux : 1 000 F
- 1921 : 
  - Pierre Lély : La Guirlande : 500 F
  - Jacques d'Anchald : Lucioles : 500 F
  - Jean des Cognets : Sous la croix de sang : 500 F
  - François de Lagarenne : Le dernier Pater : 500 F
  - Charles Clerc : L’ombre dorée : 500 F
  - Eusèbe de Brémond d'Ars : Les tilleuls de Juin : 500 F
- 1922 : 
  - Ernest Prévost : L’âme inclinée : 500 F
  - Fernand Mazade : De sable et d’or : 500 F
  - Édouard Hannecart : Les heures immortelles de la Grande Guerre : 500 F
  - Joseph Ferracci : Rêve et sacrifice : 500 F
  - Valentine de Wolmar : Lambeaux d’âme : 500 F
  - Roger Chauviré : Le tombeau d’Hector : 500 F
- 1923 : 
  - Marie Noël : Les chansons et les heures : 500 F
  - Suzanne Martinon : Le salut de l’aurore : 500 F
  - Maurice Martin : Le Triptyque : 500 F
  - Emmanuel Dénarié : Théâtre en vers. Le maître de Bruges : 500 F
  - Marie Delétang : La lampe éteinte : 500 F
  - Fernand Baldenne : La croisée des routes (1901-1914) : 500 F
  - Maurice Aubret : Les chansons nues : 500 F
- 1924 : 
  - Paul Souchon : Chants du Stade : 500 F
  - Johannès Merlat : Chansons de plaine et de montagne : 500 F
  - Maurice Magre : La porte du mystère : 500 F
  - Marie-Louise Dromart : Le bel été : 500 F
  - Georges Delaquys : Les balades du dimanche : 500 F
  - Gaston Bérardi : Sonnets de guerre et d’après guerre : 500 F

### De 1925 à 1986
- 1925 : 
  - Madeleine Merens-Melmer : Sous l’auvent : 500 F
  - Jacques Maymor : Pauvre de moi : 500 F
  - Edgard Liger-Belair : Les iris noirs : 500 F
  - Jean Lebrau : Témoignage : 500 F
  - Jacques Gausseron : Le chant de la mer et de la solitude : 500 F
  - Marie-Antoinette de Meixmoron de Dombasle : Ainsi ma vie : 500 F
  - Honoré Broutelle : Poèmes sarthois : 500 F
- 1926 : 
  - Louis Pize : Les muses champêtres : 1 000 F
  - Suzanne Mercey : Poèmes : 500 F
  - Rosemonde Gérard : L’arc-en-ciel : 500 F
  - Raymond Gentil : Le printemps derrière la vitre : 500 F
  - Louis Ducla : Les feuilles claires : 500 F
  - André Berry : Lois de Gascogne et d’Artois : 500 F
- 1927 : 
  - A.-O. Pinchart[Qui ?] : Le Golgotha : 500 F
  - Henry Muchart : Le miel sauvage : 500 F
  - Pierre Mayeur : Pourpres et cendres : 500 F
  - Louis Hennevé : Rime à rien : 500 F
  - Georges Heitz : Images détachées de l’oubli : 500 F
  - Albine Fournier : Poèmes : 500 F
  - Charles Forot : Suite d’automne : 500 F
  - Édouard Beaufils : Poèmes franciscains : 500 F
  - Jean Amade : Chants rustiques et oraisons : 500 F
- 1928 : 
  - Auguste Villeroy : Le soleil sur la mer grise : 500 F
  - Germain Trézel : Les feux du prisme : 500 F
  - Paul-Louis Rivière : La Route : 500 F
  - Juana Richard-Lesclide : Au vent des victoires : 500 F
  - Marie Régnier : Appels : 500 F
  - Léon Néel : Les griffes du sphinx : 500 F
  - Théo Martin : La sonate improvisée : 500 F
  - Gaston Gérardot : Le Lys noir : 500 F
  - René Fernandat : La forêt enchantée : 500 F
  - Jean De Peretti : Joyaux et reliques : 500 F
  - André Cantel : En naviguant : 1 000 F
- 1929 : 
  - Hilaire Van Dale : Sonnets : 500 F
  - Gisèle Vallerey : La voie des heures : 500 F
  - Marguerite Duportal : Le livre du silence : 500 F
  - Marie-Antoinette de Meixmoron de Dombasle : J’écris pour toi : 500 F
  - Jacques de Fouchier : Vocalises : 500 F

#### Années 1930
- 1930 : 
  - Ernest Sabatier : Le poème de l’île : 1 000 F
  - Henri Nicolas : Chants du pauvre : 500 F
  - Marie Lavergne : Éphémère : 500 F
  - Gaston Armelin : Ogier le Danois et l’enfance de Roland : 500 F
- 1931 : 
  - Pierre Rodet : Flammes : 500 F
  - Charles Mathiot : Heures calmes : 500 F
  - Émile Lutz : Les grains du collier : 1 000 F
  - Henri Franz : Étapes dans le brouillard : 500 F
  - Albert Flory : Les Tercets : 500 F
  - Madeleine Desroseaux : Heures bretonnes : 500 F
- 1932 : 
  - André Turquet : Le Livre des Oiseaux : 500 F
  - Suzanne Malard : Radiophonies : 500 F
  - Henri Galoy : Poèmes choisis : 500 F
  - Paul Fillon : Ma Vendée : 500 F
  - Louis Ducla : Les Friselis : 500 F
  - Gabriel Cousin : Le baiser de la déesse : 500 F
- 1933 : 
  - Gaston Simon : L'ombre dorée : 500 F
  - René Patris : La mort de Sapho : 1 000 F
  - Hélène Dédet-Hollier : De mon cœur à ma lyre : 500 F
  - Ludovic de Magallon : La prière à l'absente : 500 F
  - Michel de Bellomayre : L'Éternel poème : 1 000 F
  - Raymond Cortat : Le voile de la déesse : 500 F
- 1934 : 
  - Ulric Gingras : Du soleil sur l'étang noir : 500 F
  - Jacques Fourcade : Contrecœur : 500 F
  - Noémi de Saint-Ouri Magallon : Les Héliotropes : 500 F
  - Maurice Canu-Tassilly : La grappe vide : 500 F
  - Marthe Boissier : Le voyage de Psyché : 500 F
- 1935 : 
  - Noël Ruet : L'Anneau de feu : 500 F
  - Pierre Huguenin : Les trois dizains du Procureur : 500 F
  - Auguste-Pierre Garnier : L'Élégie normande : 500 F
  - Albert Flory : Le livre de la mort : 500 F
  - René Fernandat : Voyage au Purgatoire : 500 F
  - Maurice-Pierre Boyé : 500 F  :
  - Igor Astrow : Sonnets : 500 F
- 1936 : 
  - Élisabeth Servain : L'enclos sauvage : 500 F
  - Jean Loisy : Suite basque : 1 000 F
  - Alice Darnac : L'éternelle tempête : 500 F
  - Joël Cauvin : Joël et d'autres : 500 F
  - Raphaël Barquissau : L'art d'aimer : 500 F
  - Augustin Alquier : Les compagnes de route : 1 000 F
- 1937 : 
  - François Vaucienne : Silhouettes et profils : 500 F
  - Mathilde Trombert : De l'Alverne au Calvaire : 500 F
  - Louis Robert : Gerbes mystiques : 500 F
  - Henri Maugis : L'âme de la France à travers ses paysages : 500 F
  - Henri Margot : Les jours effeuillés : 500 F
  - Danielle Hemmert : Toutes mes heures : 500 F
  - Georgette Chaillot-Nikolitch : Musiques de la vie : 500 F
  - Suzie Bournet : Évasions : 500 F
- 1938 : 
  - Jean Soulié : Zones franches : 1 000 F
  - Maurice Morisset : Sonnets et patoums : 1 000 F
  - Adrien Guillouin : Jours rustiques : 1 000 F
  - Marie-Antoinette de Meixmoron de Dombasle : En plein ciel : 1 000 F
  - Jean Da Ponte : Le jardin des lianes : 1 000 F
- 1939 : 
  - Charles Hagel : Poèmes : 900 F
  - Noël Du Bord : Chemin de la Croix : 450 F
  - Marcel Diamant-Berger : Les Cahiers de la Cité : 900 F

#### Années 1940
- 1940 : Nicolas Beauduin : Dans le songe des dieux : 2 500 F
- 1941 : Félix-Christian Delalande : La Geste gauloise : 2 500 F
- 1942 : Patrice de La Tour du Pin : 2 500 F
- 1943 : Edwige Pépin : Rose-Œillet : 2 000 F
- 1944 : Catherine Nollace : Mouvements d'eaux : 2 000 F
- 1945 : Henri de Lescoët : Reprendre cœur : 1 700 F
- 1946 : 
  - Paul Valentré : Sillages : 1 000 F
  - André Masfrand : Mazarine : 500 F
  - Marcel Guinand : Les Martyrs. Poèmes du soleil : médaille
  - Thérèse Clairey-Lefevre : À contre-temps : médaille
  - Louis Adam : Les voiles de l'aube : 500 F
- 1947 : Wilfrid Lucas : Le grand voilier des âges : 1 250 F
- 1948 : 
  - Jean-Claude Renard : Cantiques pour des pays perdus : 500 F
  - Jean Larcena : Les chants de France : 500 F
- 1949 : 
  - Paul Leclerc : Amante des fontaines : 1 200 F
  - Albert-R. Gutmann : Écrit pour l'ombre : 1 000 F

#### Années 1950
- 1950 : 
  - Renée Mauger-Kauffmann : Reflets divins : 500 F
  - François Delcourt : Chant de la mine : 500 F
  - Alice Cluchier : En fanant l'air sentimental : 1 000 F
- 1951 : 
  - Jean-Victor Pellerin : Jean qui pleure et Jean qui rit : 1 000 F
  - Charles Bonnet : Réminiscence : 500 F
  - François Arnollet : Mélanges poétiques : 500 F
  - René d'Arghiavine : Satires et Eaux-fortes : 500 F
- 1952 : 
  - Georges Poulet : 15 000 F
  - Jean Caubère : La cendre des jours : 1 000 F
  - Andrée-Gabrielle Berry : Le jeu du rossignol : 2 000 F
- 1953 : 
  - Raymonde Lefèvre : Poèmes pour une ombre  : 1 000 F
  - Jean D’Espéguy : Reflets et résonances : 500 F
  - Françoise Des Varennes : Les heures qui passent : 2 000 F
- 1954 : 
  - Maurice d'Hartoy : Les Fémorales : 1 500 F
  - Andrée Bourçois-Macé : Nocturnes : 1 500 F
- 1955 : 
  - Fernand Chaffiol-Debillemont : Solitude de mes soirs : 1 000 F
  - Marcel Béguey : Magie du souvenir : 2 000 F
- 1956 : Marguerite De Broglie : Cris dans la nuit : 3 000 F
- 1957 : Max Danjou : La flûte sous les arbres :
- 1958 : Henri Bernet (1895-1983) : Pour une dame imaginaire : 6 000 F
- 1959 : Janerose Desalbres : Ad te Domine : 5 000 F

#### Années 1960
- 1960 : 
  - Monique Yrissou : Du cyprès à l’olivier : 25 000 F
  - Rommel : Poésie et Peinture : 25 000 F
  - Alice Cluchier : Les vagues du cœur : 25 000 F
  - Jean Aubert : Sur les pas qui s’effacent : 2 500 F
- 1961 : 
  - Gisèle Lombard-Mauroy : Terres de hêtres : 250 F
  - Charles Forot : Couchant : 250 F
  - Jacqueline Delpy : Création. La Sève et l’Écorce : 250 F
- 1962 : Albert Flory : Jeux de la terre et du ciel : 250 F
- 1963 : Robert Mallet : Le poème du sablier : 500 F
- 1964 : Maurice d'Hartoy : Trésor d’Iran : 500 F
- 1965 : André Marcou : Inconnu des Nations : 250 F
- 1966 : Colette Benoite : De terre et d’eau. A toutes gens merci : 250 F
- 1968 : 
  - Solange Robert : Avant que meure cette rose :
  - Raymond Leclerc : La Part des humbles : 250 F
- 1969 : Yvonne Félix : Chants pour Renata : 250 F

#### Années 1970
- 1970 : 
  - Jean Vuaillat : Douze psaumes : 250 F
  - Armand Pierhal : Maximes d’Alexandrie : 250 F
  - Renée Delset : La Silhouette enchantée : médaille
  - Geneviève Chouan’S : Voix éparses : 250 F
- 1971 : 
  - Étienne Rives : À mon amante morte : 500 F
  - Marthe-Claire Fleury : Choix de poèmes : 250 F
  - Jean Berthet : 444 : 250 F
- 1972 : Renée De Chastelain : Hier et Jamais plus : 250 F
- 1973 : 
  - Nadia Tuéni : Poèmes pour une histoire : 250 F
  - Annie Spillebout : Le Feu et l’Eau : 250 F
  - Pierrette Sartin : Ce destin accepté : 500 F
  - Jean Pourtal de Ladevèze : Et ce divin laurier des âmes exilées : 250 F
  - Jean Malrieu : Le château cathare : 1 000 F
  - Mimy Chabaud-Le Cordier : Premier envol : 250 F
  - Charles Bory : Paysage de la Métamorphose : 250 F
  - Pierre Auradon : Piège bleu : 250 F
- 1974 : Jean-Vincent Verdonnet : Lanterne sourde : 500 F
- 1975 : Pierrette Micheloud : Tout un jour, toute une nuit : 1 000 F
- 1976 : Georges Labro : Au gré de la vague : 1 000 F
- 1977 : Élisée Tarit : La gerbe du soir : 500 F
- 1978 : Maurice Olivier : Les chemins de solitude : 2 000 F
- 1979 : 
  - André Wolff : Impressions d’un poète aveugle : 2 000 F
  - Andrée Rose : À la croisée des souvenirs : médaille
  - Marcelle Duba : L’invisible présence : médaille

#### Années 1980
- 1980 : 
  - Henri De Visscher : Terre cruelle et tendre : 2 000 F
  - Jacqueline de Nonville : Impropères et laudes : médaille
  - Olivier Memling : Sablier : 2 000 F
  - Maryse Lévy : L’horloge étoilée : 2 000 F
- 1981 : 
  - Antonin Richard : Prières d’Église : 2 000 F
  - Jean-Marie Olingue : Cœur cosmique : médaille
- 1982 : 
  - Marcel Lafon : Volcantals : 2 500 F
  - Juliette Decreus : L’aiguail des jours : 2 500 F
- 1983 : Claire-Françoise Thomas : Les yeux dans le regard : 2 500 F
- 1985 : Mary Barakat : Les ailes bleues : médaille
- 1986 : Olympia Alberti : L’amour palimpseste : 4 000 F